# Omacnica
Omacnica – demon słowiański, nocnica, ćma, straszydło nocne, nienasytka nocna. Domowy duch żeński. 
Były to stare kobiety. Chodziły nocą po omacku. Przestrzegano chłopaków, żeby nie jedli w ciemnościach, bowiem mogą połknąć tę zjawę, a wtedy byliby nienasyceni, staliby się żarłokami. 